# The Gael

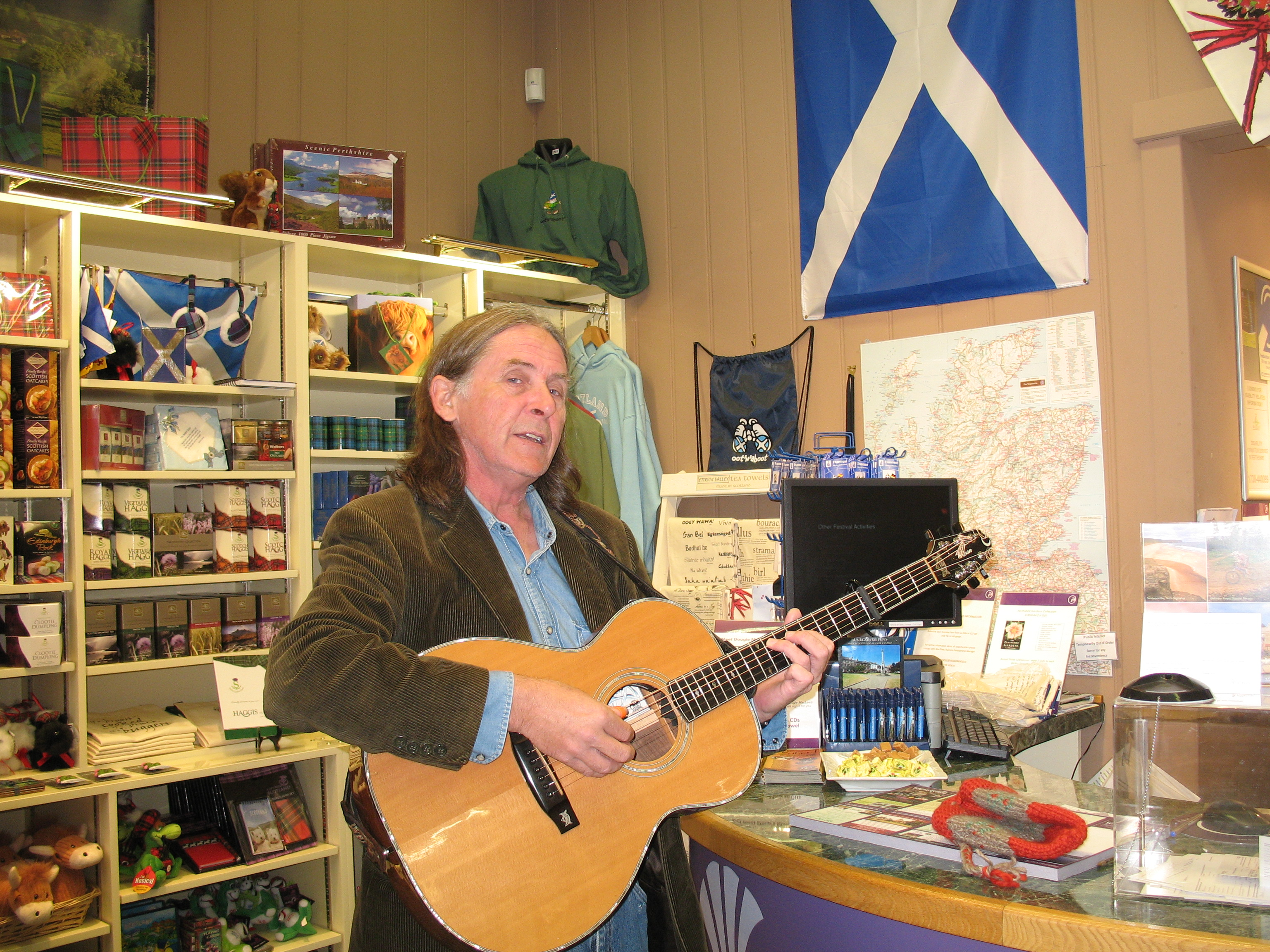
Dougie MacLean, Komponist von The Gael.

The Gael ([geɪl] schottisch-gälisch für der Gäle) ist ein Musikstück des schottischen Singer-Songwriters Dougie MacLean aus dem Jahre 1990. Es wurde vor allem als musikalisches Hauptthema des mehrfach ausgezeichneten US-Spielfilms Der letzte Mohikaner mit Daniel Day-Lewis in der Hauptrolle bekannt.

## Geschichte
MacLean schrieb das Instrumentalstück für Fidel und veröffentlichte es auf seinem 1990 erschienenen Album The Search. 
Unter dem Titel Promentory (englisch für (Fels-)Vorsprung oder Überhang) arrangierten Trevor Jones und Randy Edelman MacLeans Stück für Der letzte Mohikaner. Die Filmmusik wurde 1993 für den BAFTA Award und den Golden Globe nominiert. Der Erfolg des Films trug sehr stark zur Bekanntheit und Verbreitung des Stückes bei.
The Gael wurde so über Schottland hinaus sehr populär und wird seither häufig gecovert. Neben der Fidel-Version existieren vor allem Versionen für Dudelsack, aber auch für Cello, Harfe oder Orchester.